# La Piedra del Molino
La Piedra del Molino är en ort i Mexiko.   Den ligger i kommunen Tacámbaro och delstaten Michoacán de Ocampo, i den södra delen av landet, 240 km väster om huvudstaden Mexico City. La Piedra del Molino ligger 2 136 meter över havet och antalet invånare är 377.
Terrängen runt La Piedra del Molino är lite bergig, och sluttar söderut. Runt La Piedra del Molino är det ganska tätbefolkat, med 65 invånare per kvadratkilometer. Närmaste större samhälle är Tacámbaro de Codallos, 8,6 km söder om La Piedra del Molino. I omgivningarna runt La Piedra del Molino växer huvudsakligen savannskog.